# Ветала Алі
Ветала Алі (*д/н–1862) — останній фаама (володар) імперії Сегу в 1855—1861 роках. Відомий також як Алі Діарра.

## Життєпис
Походив з династії Нголосі. Син фаами Монсона Діарри. 1855 року син останнього Кеге Марі повалив Торокоро Марі, що став перед тим новим фаамі. Втім трон перейшов до Ветали Алі. Проте постійна зміна володарів лише посилило розгардіяж в державі. 1855 року зазнав поразки від імперії Масина.

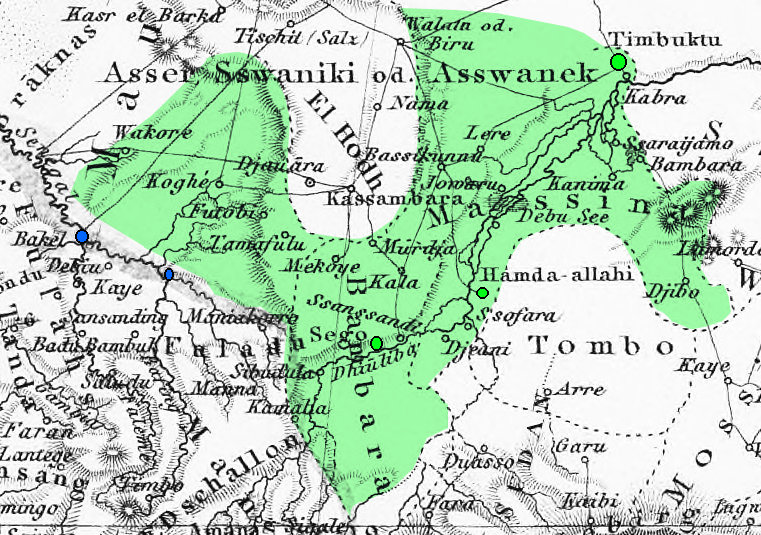
Імперія Сеґу на початку панування Ветали Алі

1859 року почалася нова війна з Омаром Таллом, альмамі тукулерів. 22 травня (за іншими відомостями 10 травня) 1860 року у запеклій битві Веталі Алі зазнав поразки. 20 лютого 1861 року в битві біля Тіо війська Сегу знову зазнли поразки. В результаті ворог вже 9 березня того ж року захопив столицю держави Сікоро. Сам Ветала Алі втік до імперії Масина. 
Помер або загинув у 1862 році. Боротьбу продовжив Кеге Марі, що став новим очільником імперії Сегу, яка з цього часу частише стала зватися держава бамбара.